# Сборная Восточной Африки по регби
Сборная Восточной Африки по регби (англ. East Africa rugby union team) представляла Кению, Уганду и Танзанию в некоторых международных матчах. Основу команды составляли кенийцы, традиционно доминировавшие в этом регионе. Команда выступала против национальных и международных сборных, а также других клубов. Команда была создана в 1950 году, в 1955-м провела свой первый тестовый матч, а с 1954 по 1982 годы участвовала в семи зарубежных турах. Именно в рамках турне команда выступала под названием Tuskers («слоны с бивнями»). Все домашние матчи сборная проводила под стандартным названием «Восточная Африка».
Команда не выступала уже около тридцати лет, хотя Регбийный союз Восточной Африки продолжает существование. Тем не менее, летом 2011 года появились слухи о возможном возрождении сборной. Инициаторами предложения выступили Мванги Мутхее из кенийского союза, Уильям Блик из Уганды, Джордж Кариуки из Танзании и представитель общества Rugby Patrons Джон Ллойд. Первая игра после длительного перерыва была намечена на июнь 2012 года. Соперником должна была выступить сборная английских графств.

## Результаты

Эмблема, использовавшаяся в рамках зарубежных турне.

### Тестовые матчи
| Соперник                       | Матчи | Победы | Поражения | Ничьи | Процент побед |
| ------------------------------ | ----- | ------ | --------- | ----- | ------------- |
| «Британские и ирландские львы» | 2     | 0      | 2         | 0     | 0 %           |
| ЮАР                            | 1     | 0      | 1         | 0     | 0 %           |
| Уэльс                          | 1     | 0      | 1         | 0     | 0 %           |
| Замбия                         | 3     | 2      | 1         | 0     | 67 %          |
| Зимбабве                       | 1     | 0      | 1         | 0     | 0 %           |
| Всего                          | 8     | 2      | 6         | 0     | 25 %          |

### Прочие матчи
| Соперник                                | Матчи | Победы | Поражения | Ничьи | Процент побед |
| --------------------------------------- | ----- | ------ | --------- | ----- | ------------- |
| «Анти-Ассэссинс»                        | 2     | 0      | 2         | 0     | 0 %           |
| «Барбарианс»                            | 1     | 0      | 1         | 0     | 0 %           |
| «Блэкрок Колледж»                       | 1     | 0      | 1         | 0     | 0 %           |
| «Блэкхит»                               | 1     | 0      | 1         | 0     | 0 %           |
| Британские смешанные войска             | 1     | 0      | 1         | 0     | 0 %           |
| Британское ближневосточное командование | 1     | 0      | 1         | 0     | 0 %           |
| Кембридж—Оксфорд                        | 3     | 0      | 3         | 0     | 0 %           |
| «Коппербелт»                            | 2     | 1      | 1         | 0     | 50 %          |
| «Корк Конститьюшн»                      | 1     | 0      | 1         | 0     | 0 %           |
| Миддлсекс                               | 1     | 0      | 1         | 0     | 0 %           |
| «Ричмонд»                               | 2     | 1      | 1         | 0     | 50 %          |
| «Росслин Парк»                          | 1     | 0      | 1         | 0     | 0 %           |
| «Селисбери»                             | 1     | 0      | 1         | 0     | 0 %           |
| Университет Кейптауна                   | 7     | 0      | 7         | 0     | 0 %           |
| Университет Куинс (Белфаст)             | 1     | 0      | 1         | 0     | 0 %           |
| Университет Родса                       | 4     | 0      | 4         | 0     | 0 %           |
| «Уоспс»                                 | 1     | 0      | 1         | 0     | 0 %           |
| «Харлекуинс»                            | 1     | 0      | 1         | 0     | 0 %           |
| Всего                                   | 32    | 2      | 30        | 0     | 6.4 %         |